# Honningsvåg
Honningsvåg és una ciutat de la regió administrativa o filke de Finnmark, a Noruega, centre administratiu del municipi de Nordkapp. Situada al cap Nord, és la ciutat més septentrional d'aquest país i de tot el món. La legislació noruega del 1997 estableix que una ciutat ha de tenir com a mínim 5.000 habitants, però Honningsvåg, amb la seva població de 2.575, va ser declarada ciutat just abans, el 1996. Està situada en una badia al costat sud de l'illa de Mageroy, mentre que el cap Nord i els seus visitants se centren al costat nord. És port d'escala per a vaixells de creuer, especialment els mesos d'estiu. L'aeroport de Honningsvåg és a 4 quilòmetres de la ciutat.
Aquesta zona tan llunyana ha estat habitada des de fa més de 10.000 anys. El mar era probablement la principal font d'aliment per als assentaments prehistòrics. Com que és a la part sud-oest del mar de Barentsz, on no hi ha gel, la pesca és abundant. També gràcies a aquest efecte, les temperatures d'hivern a Honningsvåg són molt més suaus del que es podria esperar en aquesta latitud (la mitjana de gener a les 24 h és de -4 °C). Avui dia, la pesca i el turisme són les activitats més importants

## Galeria

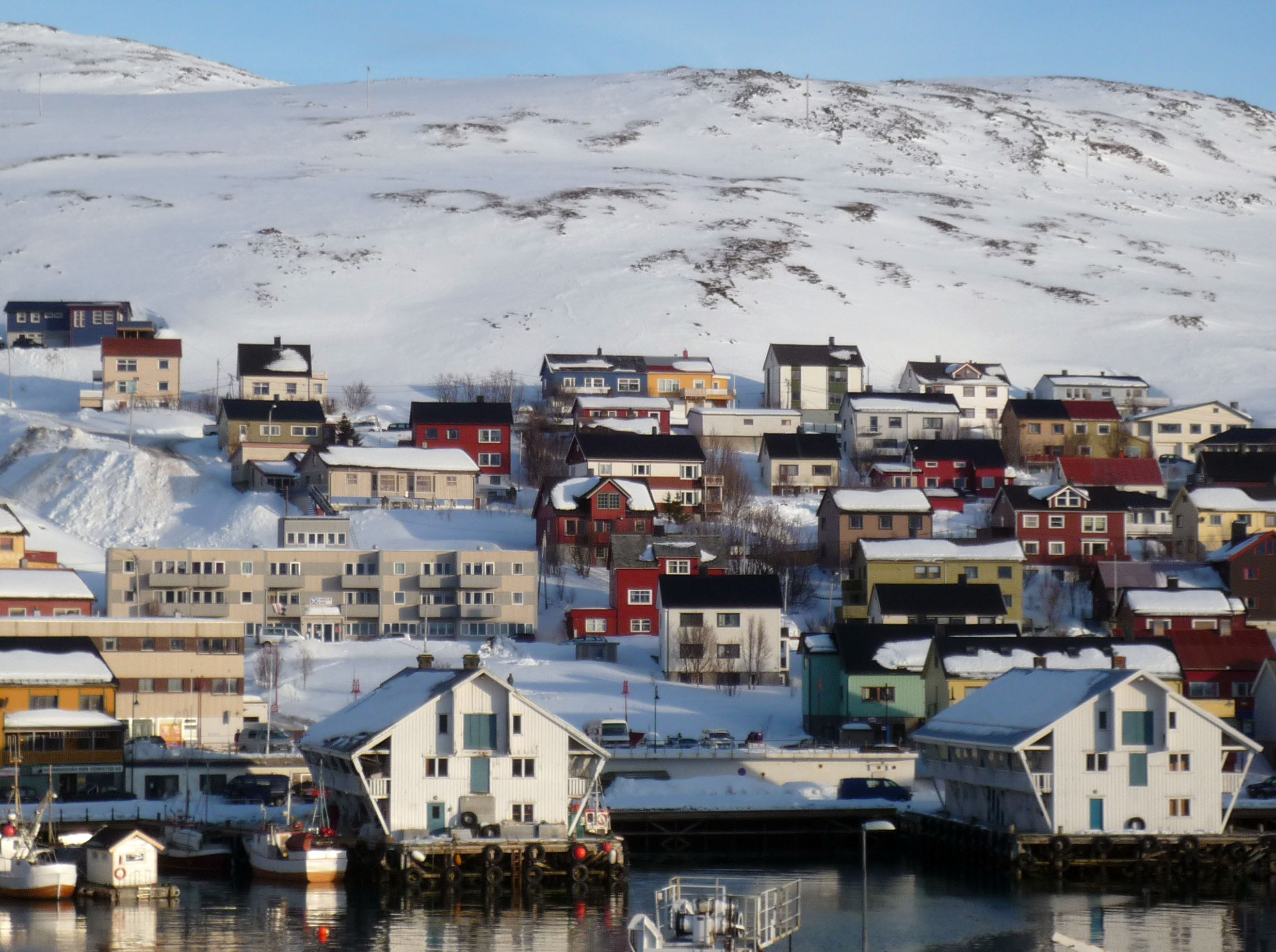
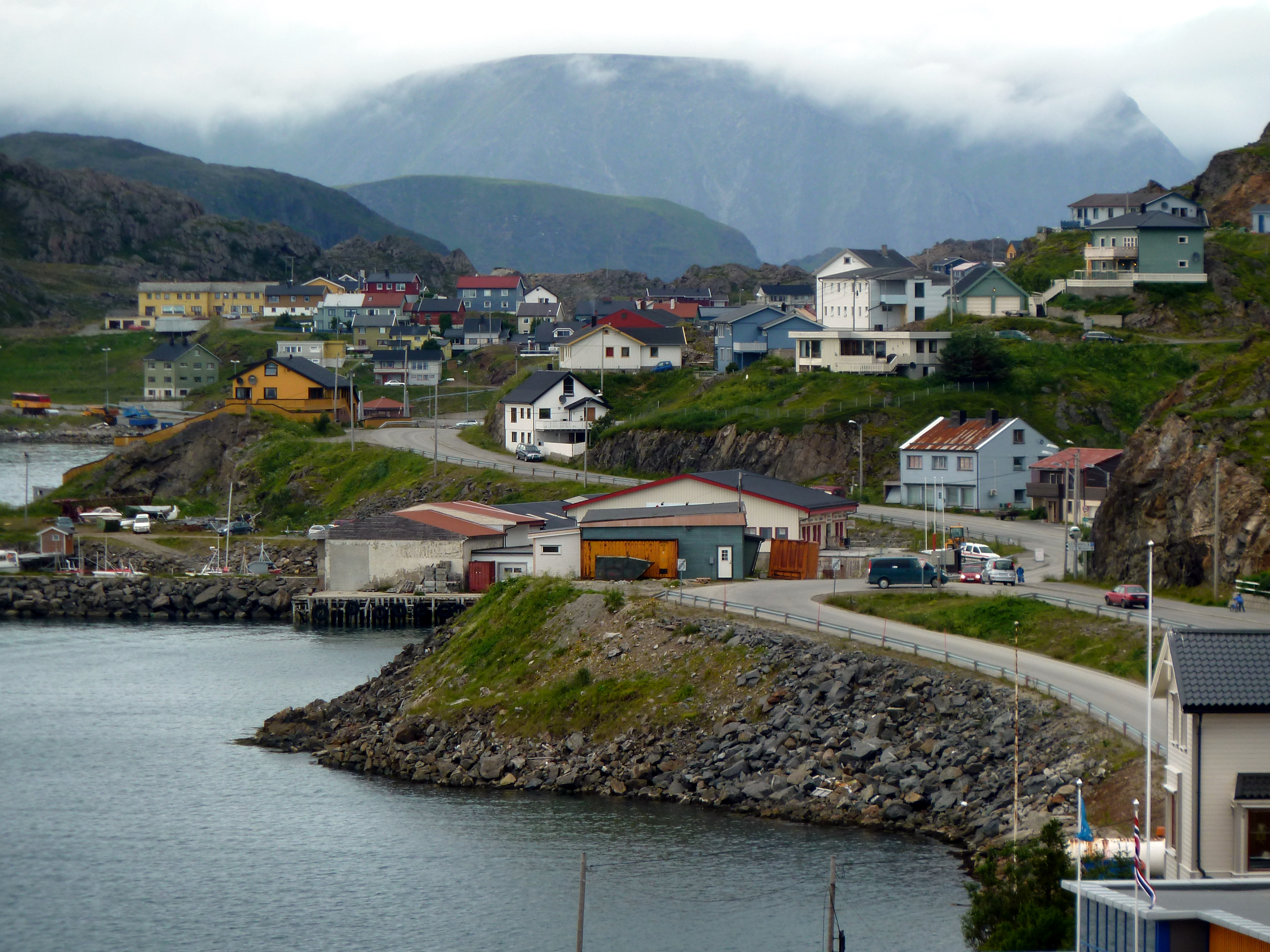
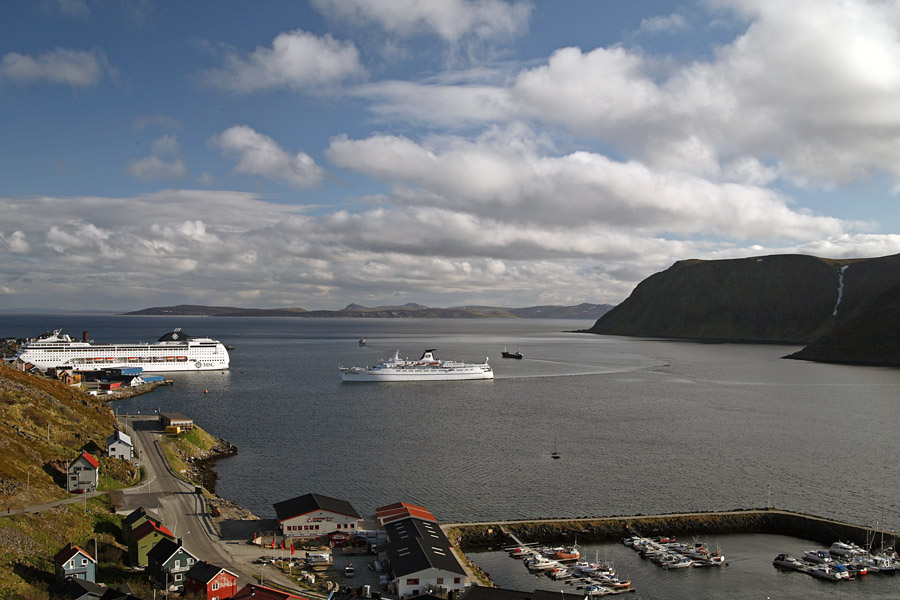
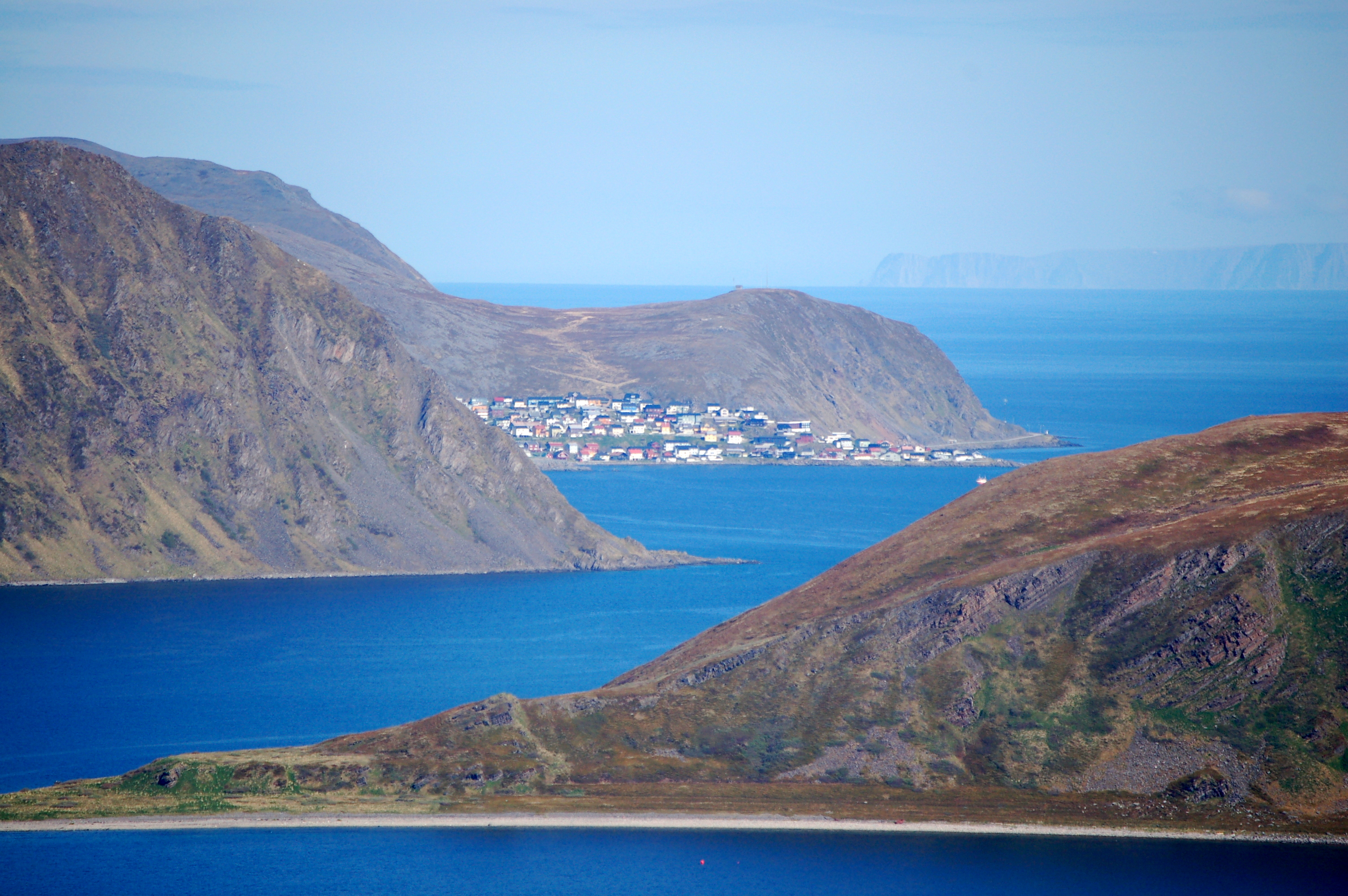
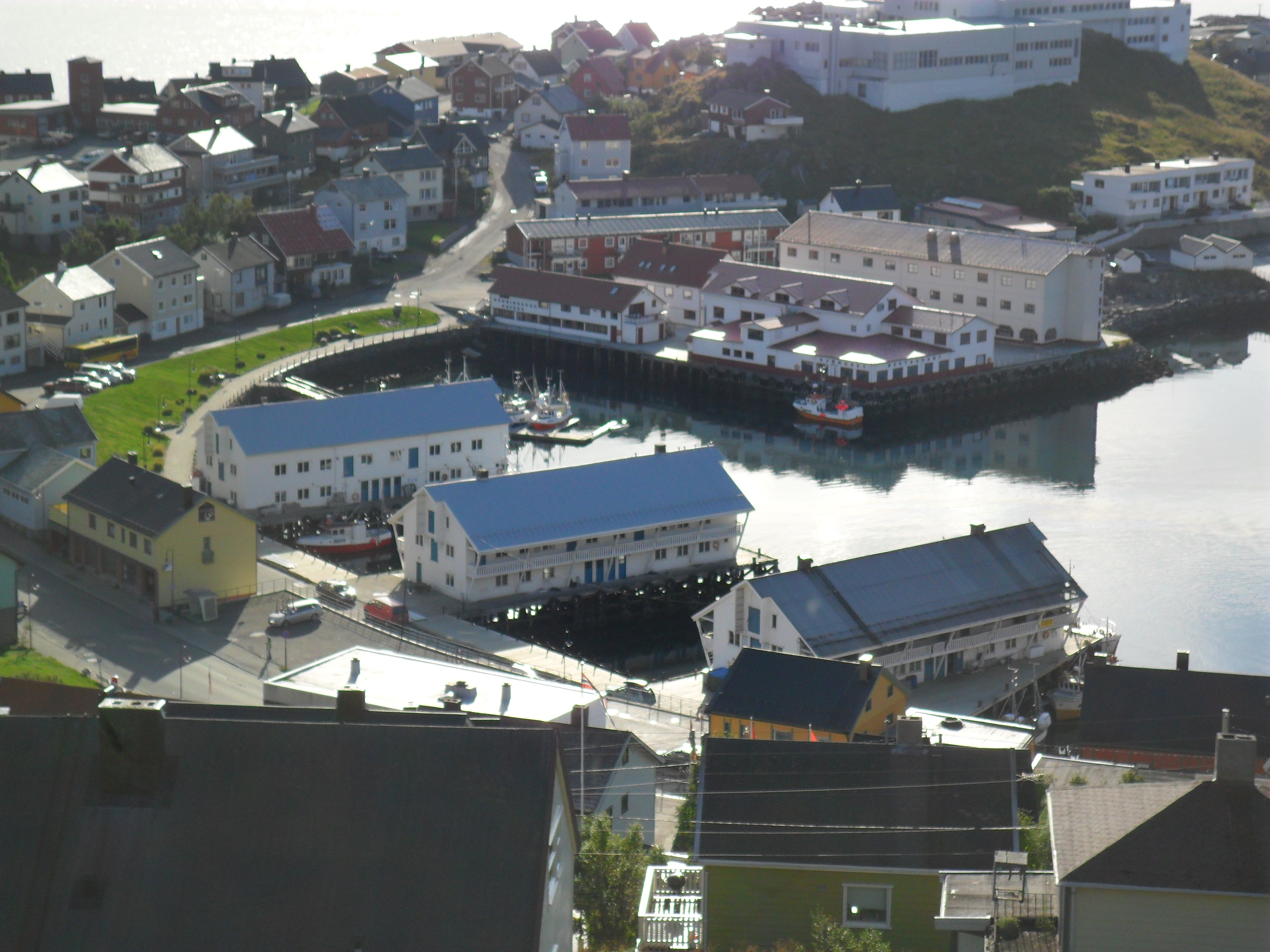

## Clima
| Dades climàtiques a Honningsvåg    | Dades climàtiques a Honningsvåg | Dades climàtiques a Honningsvåg | Dades climàtiques a Honningsvåg | Dades climàtiques a Honningsvåg | Dades climàtiques a Honningsvåg | Dades climàtiques a Honningsvåg | Dades climàtiques a Honningsvåg | Dades climàtiques a Honningsvåg | Dades climàtiques a Honningsvåg | Dades climàtiques a Honningsvåg | Dades climàtiques a Honningsvåg | Dades climàtiques a Honningsvåg | Dades climàtiques a Honningsvåg |
| Mes                                | gen                             | febr                            | març                            | abr                             | maig                            | juny                            | jul                             | ag                              | set                             | oct                             | nov                             | des                             | anual                           |
| ---------------------------------- | ------------------------------- | ------------------------------- | ------------------------------- | ------------------------------- | ------------------------------- | ------------------------------- | ------------------------------- | ------------------------------- | ------------------------------- | ------------------------------- | ------------------------------- | ------------------------------- | ------------------------------- |
| Màxima mitjana °C (°F)             | −2 (28)                         | −2 (28)                         | 0 (32)                          | 3 (37)                          | 7 (45)                          | 11 (52)                         | 15 (59)                         | 13 (55)                         | 9 (48)                          | 4 (39)                          | 1 (34)                          | −1 (30)                         | 4.8 (40.6)                      |
| Mitjana diària °C (°F)             | −4.5 (23.9)                     | −4.5 (23.9)                     | −3.1 (26.4)                     | −0.6 (30.9)                     | 3.4 (38.1)                      | 7.2 (45)                        | 10.3 (50.5)                     | 10.0 (50)                       | 6.9 (44.4)                      | 2.6 (36.7)                      | −0.8 (30.6)                     | −3.3 (26.1)                     | 2 (36)                          |
| Mínima mitjana °C (°F)             | −13 (9)                         | −12 (10)                        | −10 (14)                        | −6 (21)                         | −1 (30)                         | 3 (37)                          | 5 (41)                          | 5 (41)                          | 3 (37)                          | −2 (28)                         | −7 (19)                         | −11 (12)                        | −3.8 (25.2)                     |
| Precipitació mitjana mm (polzades) | 86 (3.39)                       | 69 (2.72)                       | 62 (2.44)                       | 54 (2.13)                       | 41 (1.61)                       | 42 (1.65)                       | 45 (1.77)                       | 52 (2.05)                       | 62 (2.44)                       | 83 (3.27)                       | 77 (3.03)                       | 92 (3.62)                       | 765 (30.12)                     |
| Mitjana de dies de pluja           | 0                               | 0                               | 0                               | 0                               | 13                              | 16                              | 15                              | 17                              | 19                              | 0                               | 0                               | 0                               | 80                              |
| Mitjana de dies de neu             | 26                              | 23                              | 21                              | 19                              | 3                               | 0                               | 0                               | 0                               | 1                               | 24                              | 24                              | 26                              | 167                             |
| Mitjana mensual d'hores de sol     | 1                               | 7                               | 11                              | 16                              | 23                              | 24                              | 14                              | 18                              | 13                              | 8                               | 2                               | 0                               | 147                             |
|                                    |                                 |                                 |                                 |                                 |                                 |                                 |                                 |                                 |                                 |                                 |                                 |                                 |                                 |